# Miroslav Holeňák
Miroslav Holeňák (* 10. Februar 1976 in Gottwaldov) ist ein ehemaliger tschechischer Fußballspieler.

## Vereinskarriere
Miroslav Holeňák begann mit dem Fußballspielen als achtjähriger bei TJ Gottwaldov. In der Saison 1993/94 wurde der Mittelfeldspieler zum ersten Mal in der Profimannschaft eingesetzt. Schnell konnte sich Holeňák einen Stammplatz erarbeiten und wurde 1996 von Petra Drnovice verpflichtet.
Nach vier Jahren in Drnovice wechselte Holeňák für 14 Millionen Kronen zu Slovan Liberec und hatte großen Anteil am Meisterschaftsgewinn 2002. Darüber hinaus wurde er in die Tschechische Nationalmannschaft berufen. In Liberec wurde Holeňák von einem Mittelfeldspieler zu einem Innenverteidiger umgeformt.
Ende 2003 sah es so aus, als würde Miroslav Holeňák zu Sparta Prag wechseln, letztlich entschied er sich für dessen größten Rivalen Slavia Prag. In der Saison 2004/05 absolvierte er 22 Spiele, in denen er ein Tor schoss, 2005/06 wurde er nur noch 17 Mal eingesetzt und erzielte zwei Treffer.
Nach Ablauf seines Vertrags wechselte Holeňák im Sommer 2006 ablösefrei zum österreichischen Bundesligisten SV Mattersburg. Nach nur einem Jahr kehrte Holeňák nach Tschechien zurück und unterschrieb bei Slovan Liberec. Dort beendete er im Jahr 2011 seine Laufbahn. Anschließend arbeitete er im Nachwuchsbereich von Liberec. Seit 2018 ist er dort Assistenztrainer unter David Holoubek.

### Erfolge
- Tschechischer Meister 2002 mit Slovan Liberec.

## Nationalmannschaft
Miroslav Holeňák debütierte am 27. März 2002 in der Tschechischen Nationalmannschaft beim 0:0 gegen Wales in Cardiff. Seinen zweiten Einsatz hatte er am 17. April desselben Jahres beim 0:0 gegen Griechenland in Ioannina. Zum vorerst letzten Mal für Tschechien spielte Holeňák am 21. August 2002 beim 4:1 gegen die Slowakei in Olomouc.
Für das Länderspiel gegen Österreich am 11. Oktober 2003 stand Miroslav Holeňák zwar im Kader, kam jedoch nicht zum Einsatz.